# Smerinthus saliceti
Smerinthus saliceti es una especie de lepidóptero ditrisio de la familia Sphingidae que vive en el norte de México, y suroeste de los Estados Unidos (Arizona y California).

## Características
Tiene el cuerpo de color. En las alas delanteras el color se vuelve marrón oscuro mientras que en las posteriores se vuelve rosa, naranja o rojizo; en estas posee unos falsos ocelos negros y azules.

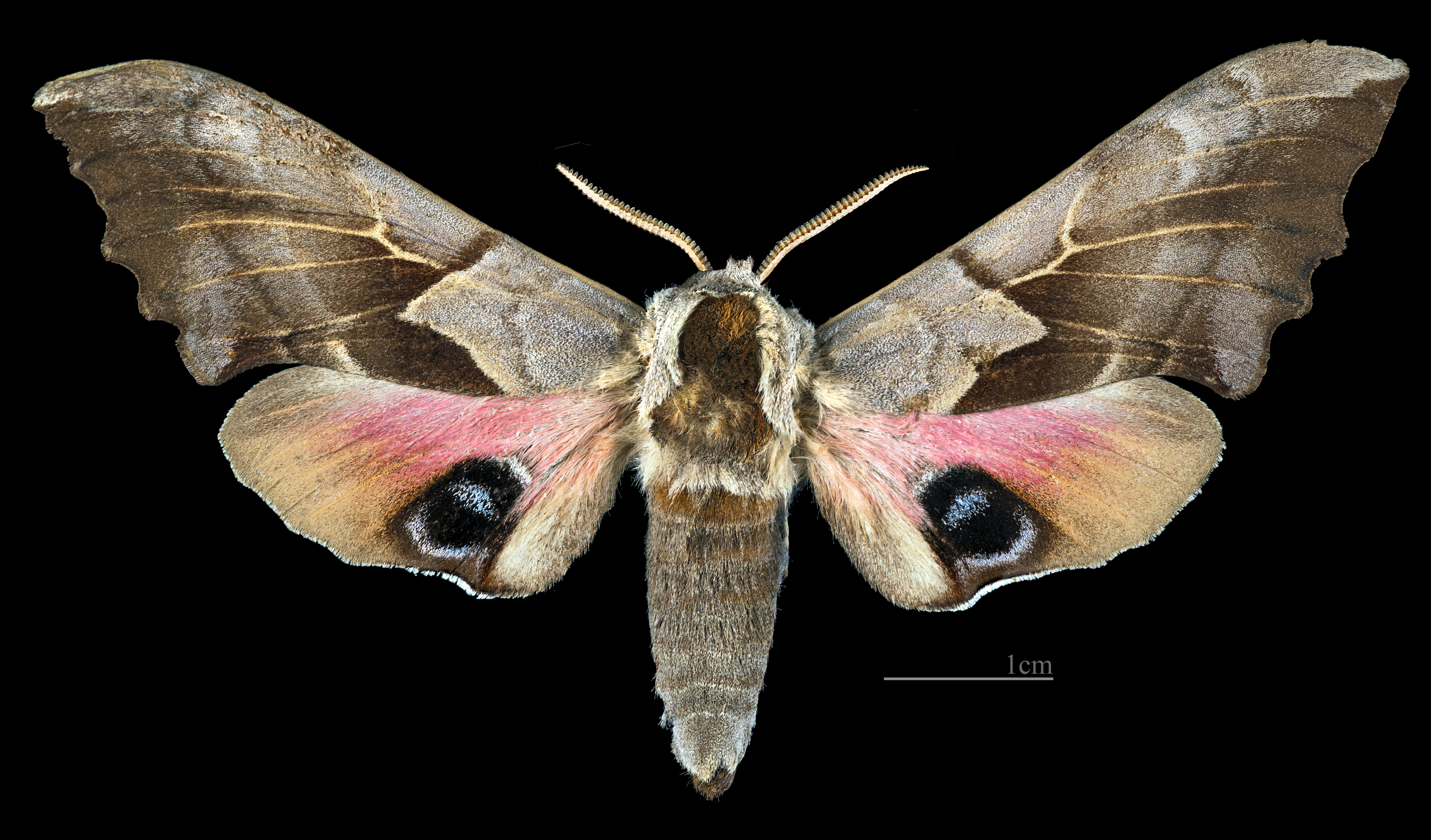
♂
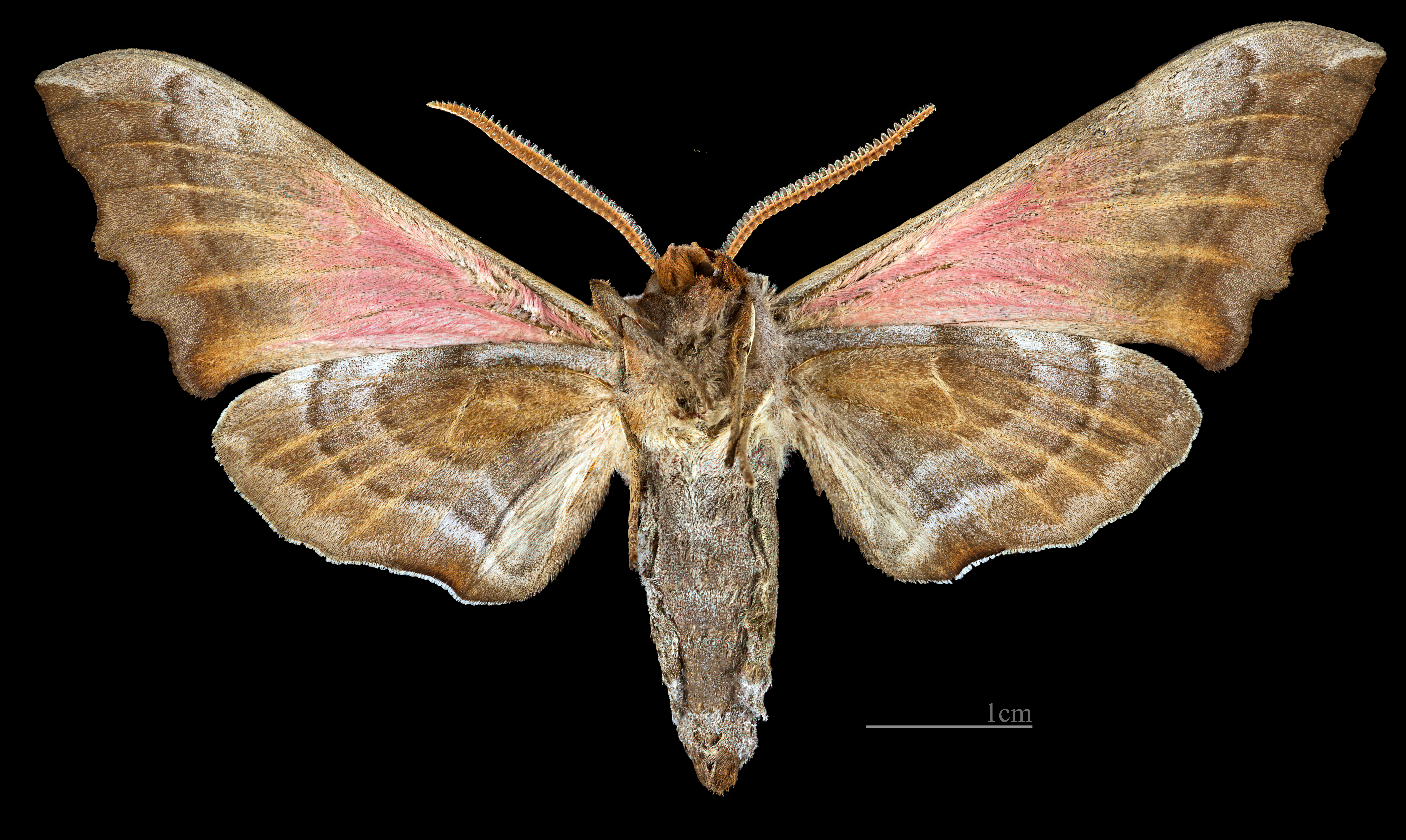
♂ △
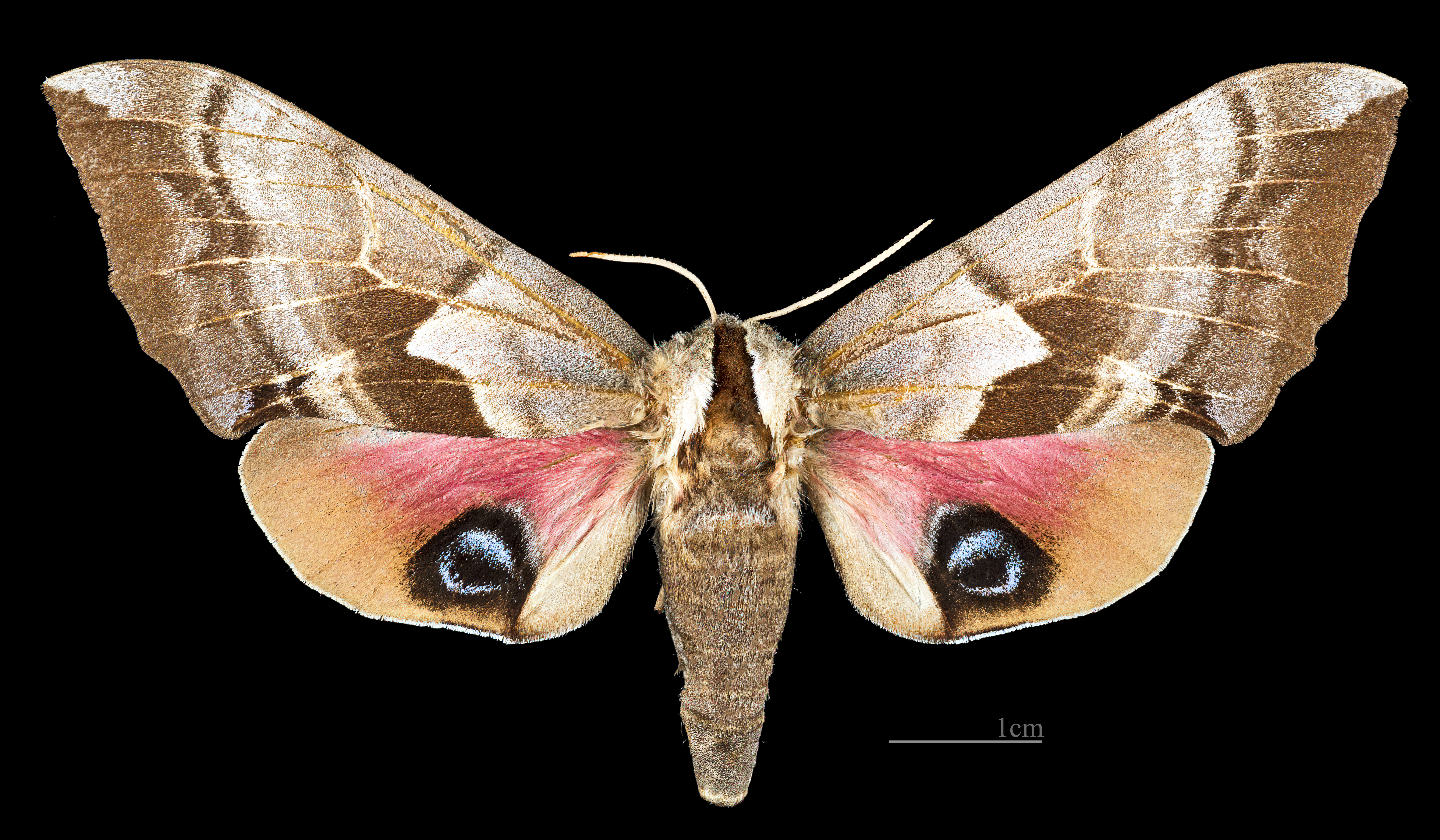
♀
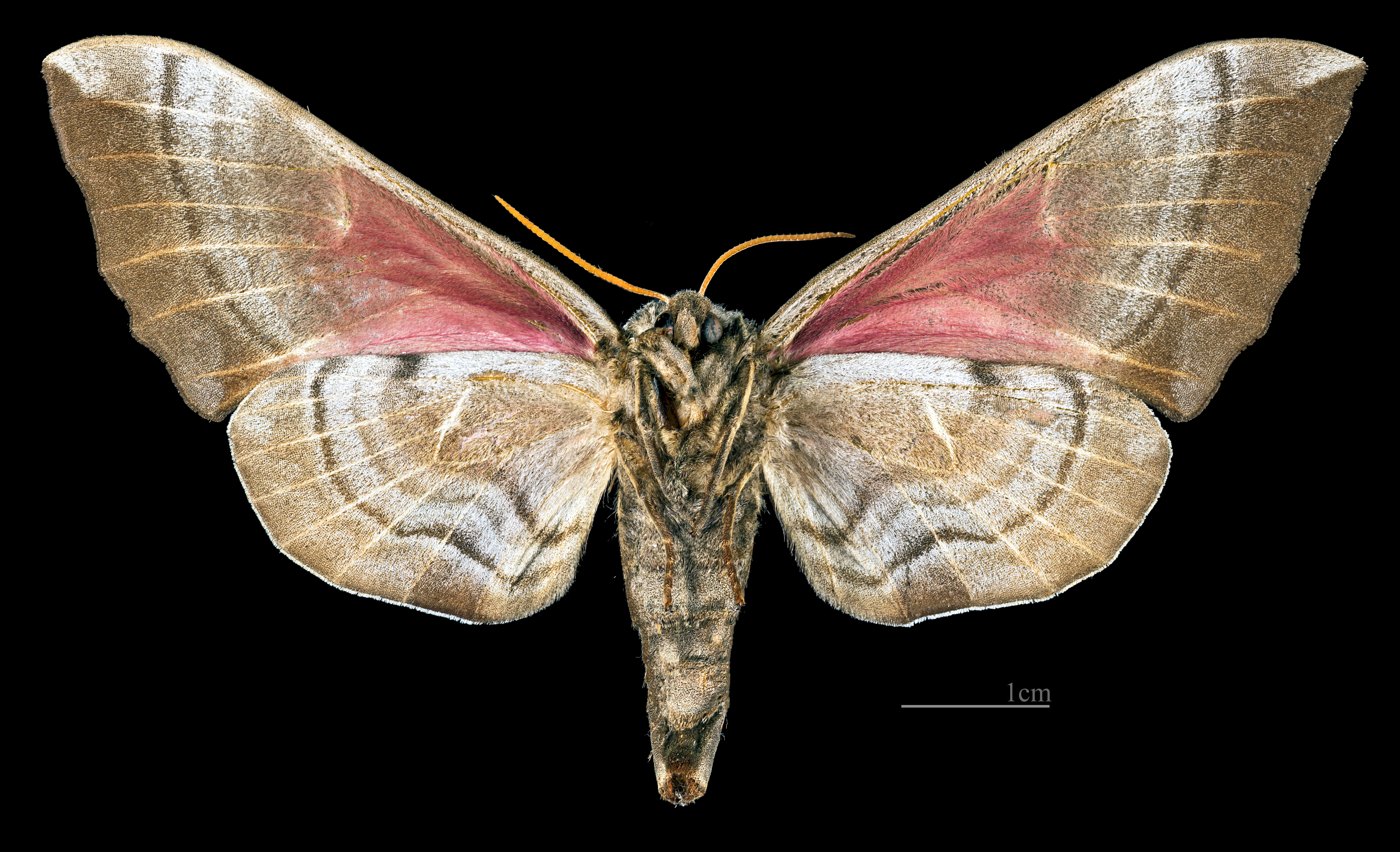
♀ △